# International Mobile Telecommunications-2000
International Mobile Telecommunications-2000 är den övergripande ITU-standarden för tredje generationens mobiltelefoni.
Det är en världsstandard som omfattar följande standarder/överföringstekniker:
- WCDMA
- CDMA2000
- TD-CDMA
- UWC
- DECT